# Jacques Villeneuve starejši
Jacques Villeneuve, kanadski dirkač formule 1, * 4. november 1953, Berthierville, Quebec, Kanada.
Jacques Villeneuve tudi znan kot Jacquo ali Stric Jacques (francosko L'oncle Jacques) je upokojeni kanadski dirkač Formule 1 ter brat Gillesa Villeneuva in stric Jacquesa Villeneuva, znamenitih dirkačev Formule 1. V sezonah 1980 in 1981 je osvojil naslov severnoameriške Formule Atlantic. Poskušal se je tudi v Formuli 1, toda na dveh Velikih nagradah v sezoni 1981 in eni v sezoni 1983 se mu sploh ni uspelo kvalificirati na samo dirko.

## Popolni rezultati Formule 1
(legenda) (odebeljene dirke pomenijo najboljši štartni položaj, poševne pa najhitrejši krog, †-uvrščen kljub odstopu)
| Leto | Moštvo                      | Šasija       | Motor       | 1    | 2    | 3   | 4   | 5   | 6   | 7    | 8       | 9  | 10  | 11  | 12  | 13  | 14      | 15      | Prv | Toč |
| ---- | --------------------------- | ------------ | ----------- | ---- | ---- | --- | --- | --- | --- | ---- | ------- | -- | --- | --- | --- | --- | ------- | ------- | --- | --- |
| 1981 | Arrows Racing Team          | Arrows A3    | Cosworth V8 | ZZDA | BRA  | ARG | SMR | BEL | MON | ŠPA  | FRA     | VB | NEM | AVT | NIZ | ITA | KAN DNQ | LVE DNQ | -   | 0   |
| 1983 | RAM Automotive Moštvo March | March RAM 01 | Cosworth V8 | BRA  | ZZDA | FRA | SMR | MON | BEL | VZDA | KAN DNQ | VB | NEM | AVT | NIZ | ITA | EU      | JAR     | -   | 0   |